# کیدرون (اوهایو)
کیدرون، اوهایو (انگلیسی: Kidron, Ohio) کیدرون یک مکان تعیین شده برای سرشماری است در جنوب غربی شهر شوگر کریک، وین کانتی، اوهایو ایالات متحده.